# قلعه گاوگدار
قلعه گاوگدار روستایی در دهستان پل دوآب بخش زالیان شهرستان شازند استان مرکزی ایران است.

## جمعیت
بر پایه سرشماری عمومی نفوس و مسکن در سال ۱۳۹۵ جمعیت این روستا ۱۳۹ نفر (۴۴خانوار) بوده‌است.